# موبیویا
موبیویا (انگلیسی: Mobivia Groupe) شرکت خرده‌فروشی فرانسوی است، که در سال ۱۹۷۰ تأسیس شد.